# Мери Андраковић
Мери Андраковић (28. јун 2000.) је хрватска певачица. Прославила се након учешћа у првој сезони Звјездице РТЛ Телевизије. 2020. Андраковићева је објавила деби албум Воли. 2023. придружила се бенду ЕТ као певачица.

## Живот и каријера
Мери Андраковић је рођена 28. јуна 2000. у Осијеку, а одрасла је у оближњем Белишћу.  Од детињства се бавила аматерским певањем. 
Почетком 2015. најављена је као једна од учесница прве сезоне Звјездице РТЛ Телевизије.  Стигла је до првих шест пре него што је напустила такмичење.  Њен први сингл "Све сам теби опростила ја" објављен је 2016. Почетком 2018. потписала је уговор са Croatia Records-ом. Од 2018. сарађује са музичким продуцентом Борисом Ђурђевићем. Њен деби албум Воли објављен је 3. децембра 2020. 
9. децембра 2022. Андраковић је најављена као један од 18 учесника Доре 2023,, националног такмичења у Хрватској за избор учешћа на Песми Евровизије 2023, са песмом „Bye Bye Blonde“. 

## Дискографија

### Албуми
| Наслов | Детаљи                                                                                                   | Највиша позиција |
| Наслов | Детаљи                                                                                                   | ХР               |
| ------ | --- | ---------------- |
| Воли   | - Објављено: 3. децембра 2020 - Издавач: Croatia Records - Формати: ЦД, дигитално преузимање, стримовање | 15               |

### Синглови
| Наслов                     | Година | Највиша позиција | Албум |
| Наслов                     | Година | ХР | Албум |
| -------------------------- | ------ | --- | ----- |
| „Све сам теби опростила ја | 2016   | rowspan="1" data-sort-value="" style="background: #ececec; color: #2C2C2C; vertical-align: middle; text-align: center; " class="table-na" \| non-album singles |       |
| "Није крива музика"        | 2018   | — | Воли  |
| "То је та љубав"           | 2019   | — | Воли  |
| "За мало љубави"           | 2019   | — | Воли  |
| "Ниси фер"                 | 2019   | — | Воли  |
| "Заборави ме"              | 2020   | — | Воли  |
| "Додири"                   | 2020   | — | Воли  |
| "Сретан Божић"             | 2020   | 17 | Воли  |
| "Било је добро"            | 2021   | rowspan="5" data-sort-value="" style="background: #ececec; color: #2C2C2C; vertical-align: middle; text-align: center; " class="table-na" \| non-album singles |       |
| "До задњег удаха"          | 2022   | — |       |
| "Брига ме за све"          | 2022   | — |       |
| "Bye Bye Blonde"           | 2023   | 2 |       |